# Роб (Дивовижний світ Гамбола)

Роб- головний антагоніст мультсеріалу “Дивовижний світ Гамбола” . Раніше він був неповнолітнім учнем початкової школи Елмора і його вперше побачили на афіші шоу, розміщеній в інтернеті. Як тільки світ дізнався про його непотрібність, він був відправлений у Порожнечу , проте йому вдалося врятуватись, тримаючись за машину містера Смола-Дженіс. У наступних сезонах він стає головним антагоністом серіалу та заклятим ворогом Гамбола.

## Біографія
Раніше Роб був приємною, товариською людиною, яка з ентузіазмом вітала будь-якого знайомого перехожого на вулиці. Хоча в епізоді «Ponny» Гамбол і Дарвін називають його неправильним іменем, дають йому пусту обіцянку та штовхають у каналізаційний отвір, він показав, що може легко їх пробачити, тимчасово виловивши їхній DVD диск із каналізації.
Через якийсь час ,він потрапив до Порожнечі, як забутий персонаж разом з Моллі. Після втечі з Порожнечі, Роб отримав амнезію та значну деформацію тіла ,він знаходить притулок в таємному підвалі будинку Вотерсонів ,проте в епізод «Nobody» згадує своє життя та завдяки головним героям стає лиходієм.
Як лиходій, Роб має дуже нігілістичну філософію щодо життя. Він стає мстивим і озлобленим. Він більше не дбає про благополуччя інших, а лише про те, щоб помститися своєму заклятому ворогу: Гамболу. Це очевидно в «Автобусі», коли він викрадає як учнів, так і дорослих з планом підірвати їх просто тому, що ненавидить Гамбола. Така філософія досліджується ще далі в «The Disaster» і «The Rerun», в яких він усвідомлює свій вигаданий статус і хоче зробити життя Гамбола якомога нещаснішим і зламаним через те, як з ним поводилися в шоу.
Не дивлячись на це, епізод «The Rerun» показує що він має серце, та жертвує своєю дружбою, задля підтримання свого образу лиходія.
В епізоді «The Future» Роб, викрадає матір Банани Джо- Банану Барбару, та намагається ,завдяки її надприродним здібностям-змінювати сценарій шоу, змінити майбутнє, Роб розуміє що фінал шоу наближається, та намагається виграти трішки часу, проте Гамбол та Дарвін заважають його планам , та стирають з реального світу.
Роб з’являється знову в епізоді «The Inquisition», та намагається перетворити всіх мешканців Елмора в людей, проте його план руйнується через те, що ніхто не хоче його слухати. Останній момент серії показує, як Роб з останніх сил намагається утриматись за виступ підлоги зі словами :“О ні, почалося…”- та падає до Порожнечі.

## Вигляд
Раніше Роб був високим циклопом з дуже тонким блакитним тілом і одним великим оком, розташованим у центрі обличчя з пурпуровою райдужною оболонкою. У нього дуже довгі худі кінцівки, рожеві руки з помітними нігтями та велика голова. Він одягнений у червоні короткі шорти з двома світло-помаранчевими смугами зліва, жовту футболку з помаранчевими рукавами, темно-помаранчеві черевики на блакитній шнурівці та коричневий рюкзак. У нього було каштанове волосся середньої довжини, яке трохи прикривало праву частину ока.
У 2 сезоні він отримує незначний редизайн. Він стає двовимірним персонажем із меншою кількістю деталей, а його черевики тепер мають жовті пряжки, а не сині шнурки.
Після втечі з Порожнечі зовнішній вигляд Роба спотворений і зламаний через те, що Порожнеча намагалася втягнути його назад коли він чіплявся за Дженіс , опісля втечі - знову стає 3D-анімацією. Тепер його голова має дванадцятигранну форму і трохи ширяє над тілом, його одяг тепер набагато більш багатокутний, а частини його голови, його рук і ніг періодично демонструють телевізійні шуми і глюки, та викривляються всередині та зовні, хоча середина його живота не постійно перемикається між рожевим і статичним . Права половина його голови тепер відрізана, а волосся, що залишилося, також набуло багатокутної форми та однотонного коричневого кольору. На телевізійні шуми Роба можуть впливати його емоції, як показано, коли вони змінюється на темніший колір, коли він виражає розчарування чи злобу.

## Поява
1 сезон:
- «The Party»: Він на вечірці, грає в ловлю з Молі, використовуючи Алана як м’яч. Пізніше він гуляє з Тобіасом.
- «The Genius»: Він на Fessebook і Elfotomore під час сцени, де Гамбол вперше стикається з Інтернетом. Він дружить з Аланом, Тері, Леслі та Кармен.
- «The Fight»: Він підтверджує, що Тіна знущалася над ним, і несе Анаіс на голові, коли учні залишають Гамбола. Пізніше він вболіває за бійку між Тіною та Гамболом, перш ніж втекти з іншими студентами.

2 сезон:
- «The Ponny»: Його перша ораторська роль. Він зустрічає Гамбола і Дарвіна на вулицях, але Дарвін штовхає його ногою в каналізацію. Пізніше він дістає їхній DVD диск із каналізації.
- «The Internet»: Він ненадовго з'являється в одному зі спливаючих вікон.
- «The Finale»: Він серед розлюченого натовпу мирних жителів Елмора, які атакують Воттерсонів. Він згадує, що вони штовхали його в каналізаційний отвір у «The Ponny»

3 сезон:
- «The Void»: З’являється в Порожнечі, світ сприймає його як «помилку». Його можна побачити на задньому плані біля ранньої версії , будинку Воттерсонів.
- «The Nobody»: Його перша велика роль. З’ясувалося, що він утік із Порожнечі, але тепер спотворений, він почав жити в підвалі Воттерсонів. Він також втратив спогади про те, ким він є. Зрештою він згадує, ким він є, завдяки Гамболу та Дарвіну, і тепер хоче помститися їм за те, що вони покинули його.

4 сезон:
- «The Nemesis»: Його друга головна роль. Після багатьох спроб захопити своїми пастками Гамбола і Дарвіна він здається. Хлопці, шкодуючи його, допомагають йому краще впоратися з його роллю лиходія, навіть назвавши його «Doctor Wrecker». Хоча їм вдалося зробити його набагато злішим, вони також розпалюють його ненависть до них.
- «The Uploads»: Він ненадовго з’являється на одному з відео Гамбола та Дарвіна, промовляючи «Помста» своїм злим голосом.
- «The Love: » Він є частиною пісні "What is Love?"[1]
- «The Bus»: Його третя головна роль. Він має злий задум отримати мільйон доларів і знищити всіх в автобусі за допомогою вибухового портфеля. Він зазнає поразки в кінці епізоду, коли його портфель вибухає, від чого він летить і приземляється на поліцейську машину.
- «The Desaster»: Його четверта головна роль. Він знаходить пульт, який здатний змінювати реальність та дає змогу подорожувати в часі, Роб використовує його, щоб помститися Гамболу.

5 сезон:
- «The Rerun»: Його п'ята головна роль. Як і в «The Disaster», у нього є пульт, який керує Елмором.
- «The Ex»: Його шоста головна роль. Він розриває свої стосунки з Гамболом і бачить замість нього Банана Джо.

6 сезон:
- «The Spinoffs»: Його сьома головна роль. Він тримає Інтернета у заручниках, щоб захопити шоу.
- «The Future»: Його восьма головна роль. Він викрадає Банану Барбару, щоб змусити її намалювати майбутнє.
- «The Revolt»: Він у відео Elmore Stream-It.
- «The Inquisition»: Його дев'ята і остання головна роль. Він маскується під Superintendent Evil, щоб покласти край «мультиплікаційним засобам» учнів.

## Імена
- Rob
- Dr. Wrecker
- Rich (by Gumball and Darwin)
- Ralph (by Gumball and Darwin)
- Rocky (by Gumball)
- Rolph (by Gumball)
- Rog (by Gumball)
- Bob (by Gumball and Darwin)
- Rose (by Gumball)
- Roy (by Gumball)
- Rocks (by Gumball)
- Raj (by Gumball)
- Superintendent Evil (фальшива назва в «The Inquisition»)

## Актори озвучки
- Чарльз Філіп
- Девід Ворнер
- Геррік Хейгон